# Théâtre de la Valette
Le Théâtre de la Valette est un théâtre situé à Ittre, dans l'ouest du Brabant Wallon.
Il fut fondé en 1988 par le comédien Leonil Mc Cormick. Actuellement, sa direction est assurée par le comédien Michel Wright.

## Quelques hôtes de marque
- André Debaar
- Jacqueline Bir
- Adrian Brine
- Suzanne Colin
- Jacques De Decker
- Jean-Claude Frison
- Jean-Paul Andret
- Pascal Vrebos
- Fabrizio Rongione
- Virginie Efira
- Clément Manuel

## Les directeurs
- 1988-2016 : Léonil Mc Cormick
- 2016-2017 : Benoît Strulus[3]
- 2017-2018 : Pierre Pigeolet[4]
- 2018-     : Michel Wright